# Gustaf Lindgren (politiker)
Gustaf Lindgren (i riksdagen kallad Lindgren i Islingby), född 9 oktober 1851 i Västerfärnebo, död där 22 oktober 1928, var en svensk lantbrukare och politiker (liberal). 
Gustaf Lindgren brukade en gård i Islingby i Västerfärnebo där han också var kommunalt aktiv, bland annat som kommunalstämmans ordförande. 
Han var riksdagsledamot 1900–1908 i andra kammaren för Västmanlands läns norra domsagas valkrets och tillhörde, såsom representant för Frisinnade landsföreningen, Liberala samlingspartiet i riksdagen. I riksdagen var han bland annat suppleant i statsutskottet 1903–1905 samt 1906–1908. Bland de politiska frågor han ägnade sig åt kan nämnas införande av vapenfri tjänst som alternativ till värnplikt.